# Liste der Kulturdenkmale in Raeren
In der Liste der Kulturdenkmale in Raeren sind alle geschützten Objekte der belgischen Gemeinde Raeren aufgelistet.

## Liste
| Bild           | Bezeichnung | Lage                                                   | Datierung         | Beschreibung                   | ID    |
| -------------- | --- | ------------------------------------------------------ | ----------------- | ------------------------------ | ----- |
| Weitere Bilder | Dorfzentrum Eynatten mit der Kirche St. Johannes der Täufer                                                                                  | Eynatten (Karte)                                       | 13. Jh.           |                                | 31450 |
| Weitere Bilder | Kapelle St. Rochus (D) und Umgebung (L) | Hauset, Ecke Asteneter Straße/Hauseter Straße (Karte)  | 17./18. Jh.       |                                | 31383 |
| Weitere Bilder | Wegekreuz Hauseter Feld | Hauset, Asteneter Straße (Karte)                       | 1757              |                                | 31384 |
| Weitere Bilder | Zyklopensteine mit ihrem Umfeld | Eynatten, Nähe Eupener Straße, Aachen-Köpfchen (Karte) | Tertiär           |                                | 31434 |
| Weitere Bilder | Kirche St. Nikolaus | Hauptstraße (Karte)                                    | 1720–1723         | Architekt: Laurenz Mefferdatis | 31385 |
| Weitere Bilder | Kapelle St. Anna | Berg, Kapellenstraße (Karte)                           | 1716              |                                | 31398 |
| Weitere Bilder | Kule Kreuz | Friedhof Raeren (Karte)                                | 1580er-Jahre      |                                | 31449 |
| Weitere Bilder | Burg Raeren (Wohnturm) | Burgstraße 103 (Karte)                                 | 14. Jh.           |                                | 31399 |
| Weitere Bilder | Haus Raeren (Fassaden und Dach, Wassergraben, Brücke) (D) und die Gesamtheit dieser Gebäude (L)                                              | Burgstraße 96 (Karte)                                  | 14. Jh.           |                                | 31400 |
| Weitere Bilder | Haus Amstenrath und Wirtschaftsgebäude (Fassaden und Dach)                                                                                   | Eynatten, Aachener Straße 27 (Karte)                   | 15. Jh.           |                                | 31369 |
| Weitere Bilder | „Hohe Brücke“ und Umgebung | (Karte)                                                | 18. Jh.           |                                | 31404 |
| Weitere Bilder | Knoppenburg (Zwei Rundtürme, Fassaden und Dächer) (D) und Umgebung (L)                                                                       | Neudorfer Straße 5 (Karte)                             | 16. Jh.           |                                | 31401 |
| Weitere Bilder | Haus Lambertz (Fassaden und Dach) | Eynatten, Lichtenbuscher Straße 19 (Karte)             | 1734              |                                | 31371 |
| Weitere Bilder | Vennbusch | (Karte)                                                |                   |                                | 31058 |
| Weitere Bilder | Hof Meurisse (Fassaden und Dächer, gepflasterter Hof)                                                                                        | Walheimer Straße 59 (Karte)                            | 17. Jh.           |                                | 31402 |
| Weitere Bilder | Haus Eupener Straße 8 (Fassaden und Dach, Einfriedungsmauer)                                                                                 | Eynatten, Eupener Straße 8 (Karte)                     | 2. Hälfte 18. Jh. |                                | 31376 |
| Weitere Bilder | Haus „Bergscheid“ (Fassaden und Dach des Haupthauses und Eingangsportal)                                                                     | Hauptstraße 104–106 (Karte)                            | 16. Jh./18. Jh.   |                                | 31403 |
| Weitere Bilder | Burg Raaf (die Ruine des Wohnturmes) | Berlotte, Stesterstraße 32 (Karte)                     | 14. Jh.           |                                | 31381 |
| Weitere Bilder | Hof Stester (Fassaden und Dächer) | Berlotte, Stesterstraße 31 (Karte)                     | 1761              |                                | 31382 |
| Weitere Bilder | Brandheidchen | Gostert (Karte)                                        |                   |                                | 31057 |
| Weitere Bilder | Leuff (Fassaden und Dach) und Stallungen (Fassaden und Dach)                                                                                 | Eynatten, Eupener Straße 2–4 (Karte)                   | 17./18. Jh.       |                                | 32237 |
| Weitere Bilder | Saxby-Stellwerk Cab. SII des ehemaligen Bahnhofs in Raeren (D) und der gesamte Bahnhof mit seinen technischen Anlagen (E). Schutzbereich (S) | Langenbend (Karte)                                     | 19. Jh.           |                                | 40366 |